# Dobřichovice
Dobřichovice (Duits: Dobrichowitz) is een Tsjechische stad in de regio Midden-Bohemen, en maakt deel uit van het district Praha-západ. Dobřichovice ligt 20 kilometer ten zuidwesten van Praag in de Tsjechische Karst (Český kras), een gebied met veel druipsteengrotten. Dobřichovice telt 3770 inwoners (2023).
De rivier de Berounka stroomt door Dobřichovice. De stad heeft een eigen spoorwegstation aan de spoorlijn 171.

## Geschiedenis
- 1253 – De eerste schriftelijke vermelding van Dobřichovice.
- 2006 – De gemeente Dobřichovice krijgt de status stad.[1]

## Zustersteden
- Villieu-Loyes-Mollon, Frankrijk

## Fotogalerij

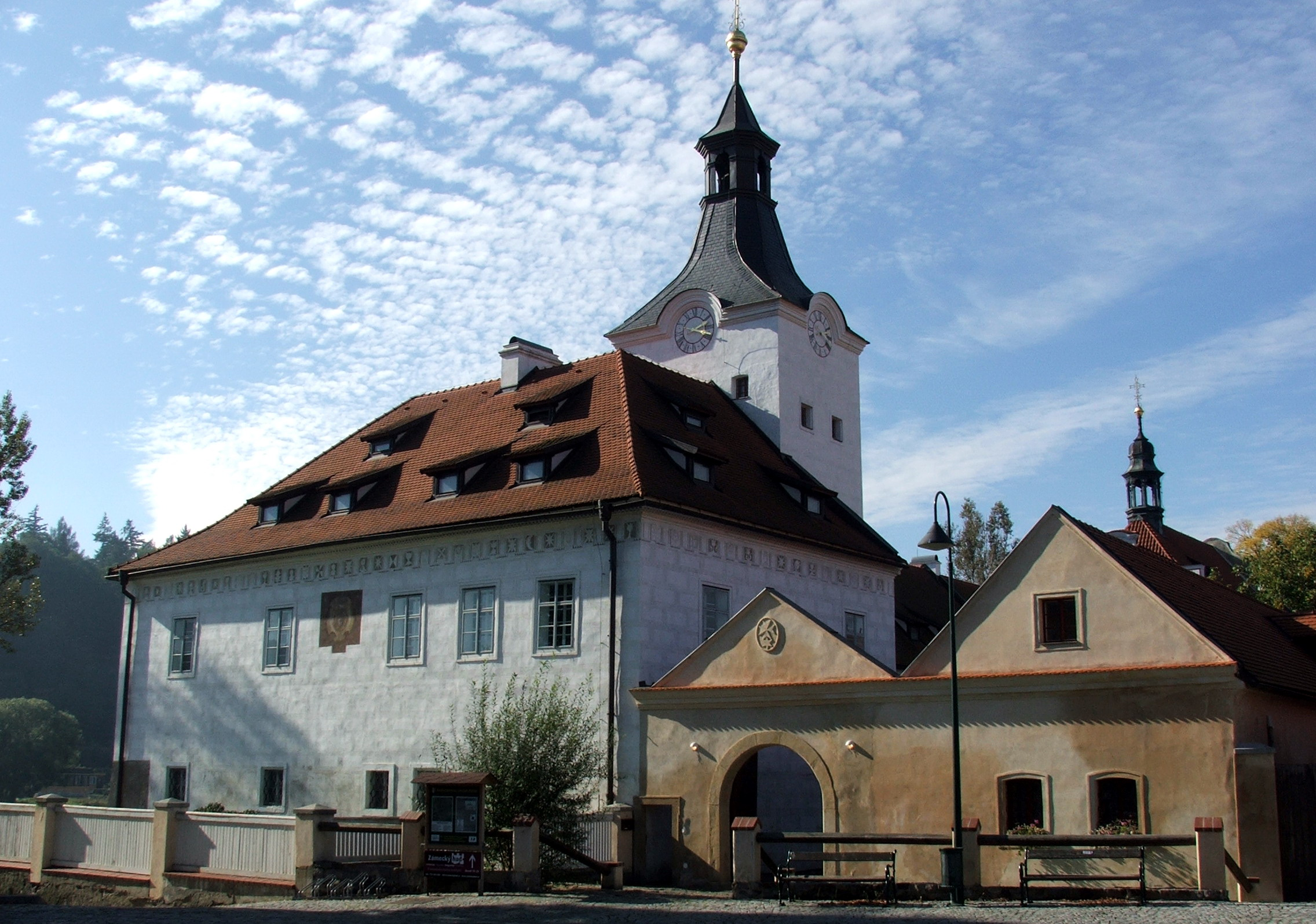
Het slot van Dobřichovice
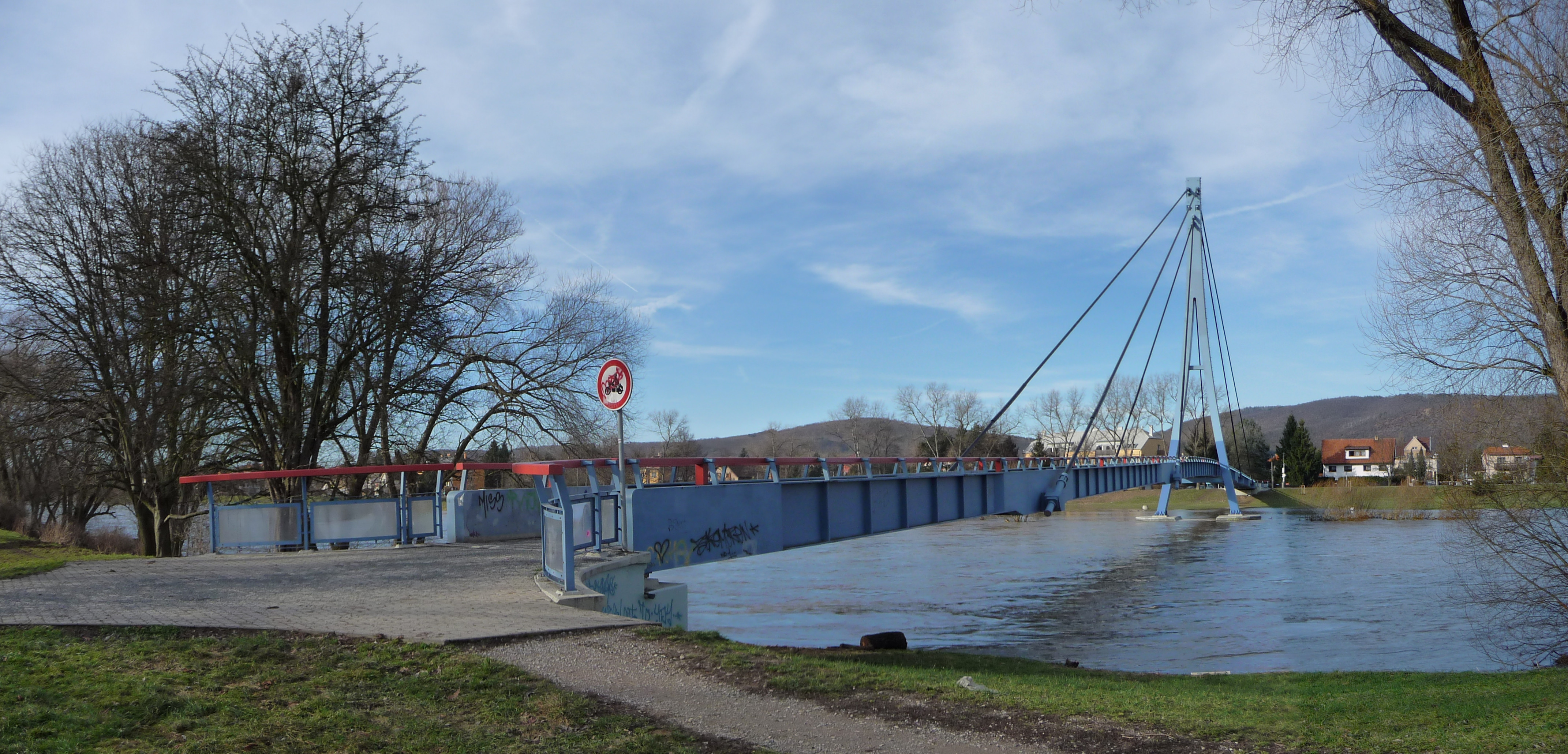
Voetgangersbrug over de Berounka

Bojanovice ·
Bratřínov ·
Březová-Oleško ·
Buš ·
Černolice ·
Černošice ·
Červený Újezd ·
Číčovice ·
Čisovice ·
Davle ·
Dobrovíz ·
Dobříč ·
Dobřichovice ·
Dolní Břežany ·
Drahelčice ·
Holubice ·
Horoměřice ·
Hostivice ·
Hradištko ·
Hvozdnice ·
Choteč ·
Chrášťany ·
Chýně ·
Chýnice ·
Jeneč ·
Jesenice ·
Jílové u Prahy ·
Jíloviště ·
Jinočany ·
Kamenný Přívoz ·
Karlík ·
Klínec ·
Kněževes ·
Kosoř ·
Kytín ·
Lety ·
Libčice nad Vltavou ·
Libeř ·
Lichoceves ·
Líšnice ·
Měchenice ·
Mníšek pod Brdy ·
Nučice ·
Ohrobec ·
Okoř ·
Okrouhlo ·
Ořech ·
Petrov ·
Pohoří ·
Průhonice ·
Psáry ·
Ptice ·
Roblín ·
Roztoky ·
Rudná ·
Řevnice ·
Řitka ·
Slapy ·
Statenice ·
Středokluky ·
Svrkyně ·
Štěchovice ·
Tachlovice ·
Trnová ·
Třebotov ·
Tuchoměřice ·
Tursko ·
Úholičky ·
Úhonice ·
Únětice ·
Velké Přílepy ·
Vestec ·
Vonoklasy ·
Vrané nad Vltavou ·
Všenory ·
Zahořany ·
Zbuzany ·
Zlatníky-Hodkovice ·
Zvole